# Madame de Montespan

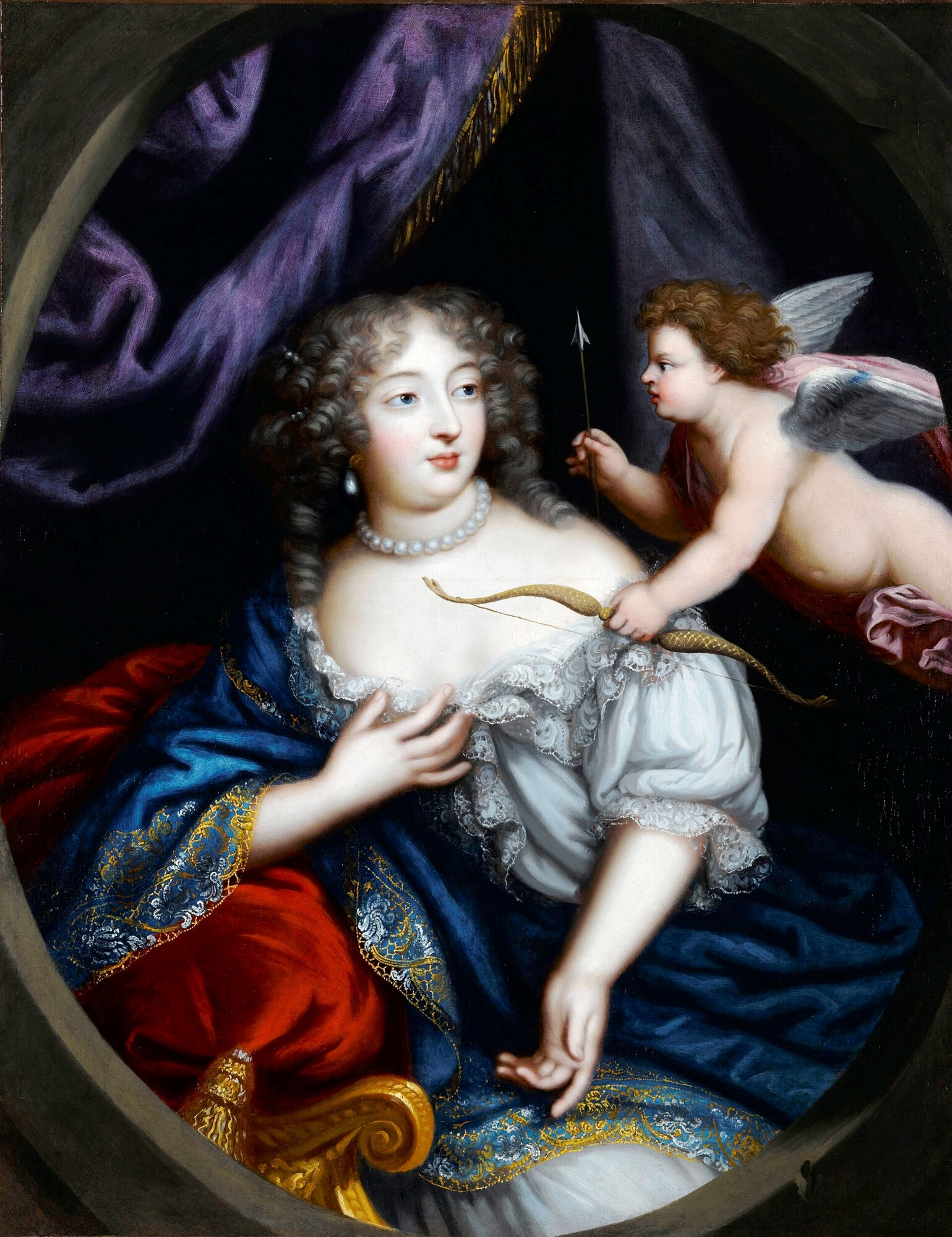
Françoise de Rochechouart, Marquise de Montespan, als Iris

Françoise de Rochechouart, Marquise de Montespan (* 5. Oktober 1640 in Lussac; † 27. Mai 1707 in Bourbon-l’Archambault) war eine Mätresse Ludwigs XIV. Unter dem Einfluss der zeitgenössischen geistreichen Pariser Salonkultur (den sogenannten „Preziösen“) und in Anspielung auf die griechische Göttin Athene nannte sie sich Athénaïs und wird daher auch Athénaïs de Montespan genannt. Bekannt ist sie vor allem als Madame de Montespan.

## Leben

### Kindheit und Jugend

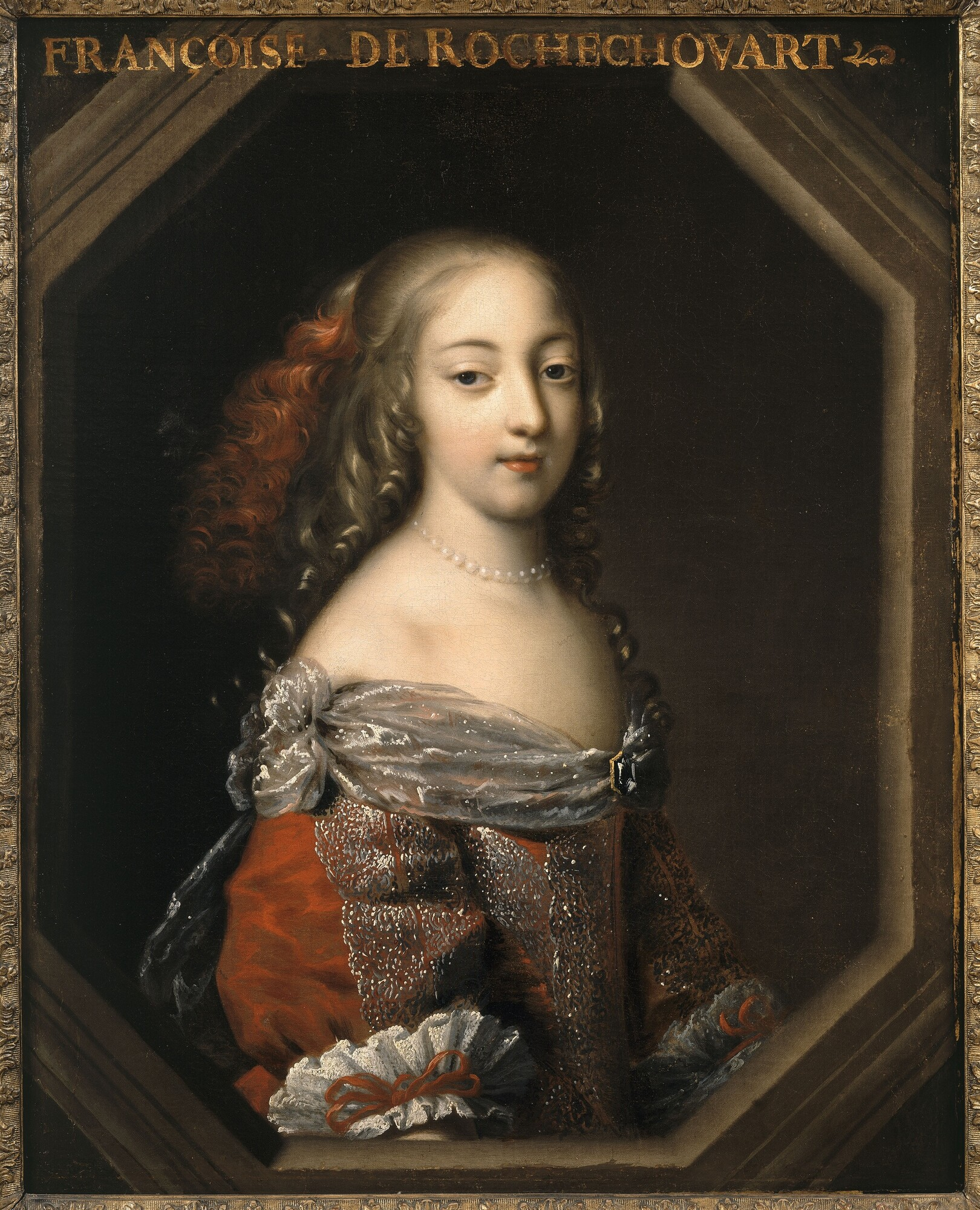
Françoise de Rochechouart, spätere Madame de Montespan (vor oder um 1660). Werkstatt von Charles und Henri Beaubrun

Françoise de Rochechouart wurde im Schloss Lussac-les-Châteaux als drittes der fünf Kinder von Gabriel de Rochechouart de Mortemart, Herzog von Mortemart, und Diane de Grandseigne geboren. Ihr Vater war ein Vertrauter Ludwigs XIII. und erster Kammerherr des Königs (Premier Gentilhomme de la Chambre du Roi), ihre Mutter war eine sehr fromme Frau und eine Zeitlang Ehrendame der französischen Königin Anna von Österreich. Ihre Geschwister waren Gabrielle, die spätere Marquise de Thianges (* 1631/23–1693), Louis Victor, später bekannt als Duc de Vivonne (1636–1688), Gabrielle (1645–1704), später Äbtissin von Fontevraud, und Marie Christine.
Françoise wurde im Konvent Sainte Marie in Saintes erzogen und als Mademoiselle de Tonnay-Charente am französischen Hof eingeführt. Im Alter von zwanzig Jahren wurde sie Ehrendame der spanischen Gemahlin des Königs, Marie-Thérèse d’Autriche. Im Januar 1663 heiratete sie Louis-Henri de Pardaillan de Gondrin, Marquis de Montespan, der ein Jahr jünger war als sie. Von ihm bekam sie zwei Kinder, Louis Antoine de Pardaillan de Gondrin (1665–1736), später Duc d'Antin, und eine Tochter, Marie Christine (* 1663). Die Ehe mit dem Marquis de Montespan wurde 1674 annulliert.

### Persönlichkeit und Charakter
Sie galt als schöne kultivierte und charmante Unterhalterin und gewann die Bewunderung von Madame de Sévigné und anderen führenden Geistern der Epoche und später auch von Saint-Simon. Wie ihre gesamte Familie war die Montespan mit dem zu ihrer Zeit sprichwörtlichen esprit mortemart (Geist der Mortemart) begabt: Ihre witzig-geistreichen Wortspiele, brillant-ironischen und oft sehr spitzen Bemerkungen machten sie berühmt und berüchtigt am Hofe des Sonnenkönigs.
Madame de Montespan wurde aber manchmal auch als berechnend, eigensüchtig, hartherzig und kalt beschrieben, beispielsweise sagte Madame de Caylus über sie: „Das Herz dieser schönen Frau war hart“, und Liselotte von der Pfalz schrieb:

„Die Montespan hatte eine weißere Haut als die La Vallière, sie hatte einen schönen Mund und schöne Zähne, aber sie hatte ein dreistes Wesen. Man sah ihr am Gesicht an, daß sie stets irgendeinen Plan hatte. Sie hatte schöne blonde Haare, schöne Hände, schöne Arme, was die La Vallière nicht hatte, aber diese war sehr reinlich und die Montespan eine unsaubere Person. (…)“

An anderer Stelle bezeichnet Liselotte die Montespan als „eine launenhafte Kreatur, die sich in nichts beherrschen konnte, jegliche Art von Vergnügen liebte, sich langweilte, mit dem König allein zu sein; sie liebte ihn nur aus Eigennutz und Ehrgeiz und kümmerte sich sehr wenig um ihn selbst.“ Eigennutz und Verschwendungssucht warfen ihr auch andere vor, so sprach Languet de Gergy von der „unersättlichen Gier der Madame de Montespan“, und Madame de Sévigné nennt sie in mehreren ihrer Briefe in Anspielung an ihre Geldgier „Quanto“ oder „Quantova“ (italienisch: „Wieviel?“ oder „Wieviel kostet’s ?“). Wie viele andere Höflinge verlor oder gewann die Montespan Unsummen beim Spiel: „Das Spiel der Madame de Montespan hat sich zu einem solchen Unmaß gesteigert, daß Verluste von hunderttausend Talern nichts Ungewöhnliches sind: Am Weihnachtstage verlor sie siebenhunderttausend Taler, darauf spielte sie auf drei Karten einhundertfünfzig Pistolen und gewann sie.“

### Aufstieg und Leben alsmaitresse en titre
Athénais de Montespan scheint es vollkommen bewusst darauf angelegt zu haben, zur Mätresse des Königs aufzusteigen. Als Hofdame der Königin und da sie sich außerdem mit Louise de La Vallière, der offiziellen Geliebten (maîtresse royale en titre) Ludwigs XIV. anfreundete, hielt sie sich im Grunde ständig in der Gegenwart des Königs auf – der nebenher weitere Amouren pflegte (u. a. mit der Princesse de Monaco). Über ihre attraktive Erscheinung notierte der italienische Chronist Giovanni Battista (Jean-Baptiste) Primi Visconti in seinen Mémoires sur la cour de Louis XIV:

„Sie hatte blondes Haar, große himmelblaue Augen, eine elegante Adlernase, einen kleinen roten Mund mit sehr schönen Zähnen – mit einem Wort, ein vollkommenes Gesicht […] Ihr größter Charme war ihre charakteristische Anmut, ihr Witz, ihre Art zu scherzen.“

Doch anfangs war Ludwig nicht unbedingt angetan, und so berichtet Visconti auch:

„Diese schöne und spöttische Dame gefiel dem König zuerst gar nicht. Eines Tages scherzte er sogar an der Tafel darüber mit Monsieur, seinem Bruder, und als sie mit ziemlicher Affektiertheit ihm zu gefallen suchte, soll er gesagt haben: ‚Sie tut was sie kann, aber ich will nicht.‘“

Im Juli 1667, während des Flandernfeldzuges, erreichte die Montespan ihr Ziel und verdrängte Louise de La Vallière (zunächst noch heimlich) als Geliebte Ludwigs XIV. Die Montespan zog dabei alle Register einer echten Intrigantin: Ganz im Gegensatz zu der eher schüchternen, frommen und oft von Gewissensbissen gequälten La Vallière schien sie kein Problem zu haben, mit der Königin und dem König, der gerade ihr Liebhaber geworden war, in derselben Kutsche zu fahren oder in gespielter und scheinheiliger Entrüstung vor der Königin auszurufen: „Gott behüte mich, die Geliebte des Königs zu werden. Wenn ich so unglücklich sein sollte, würde ich niemals die Dreistigkeit haben, mich vor der Königin sehen zu lassen.“
Louise de La Vallière blieb nach außen hin zunächst noch die offizielle Maîtresse en titre, vermutlich weil man hoffte, dadurch die Öffentlichkeit und den eifersüchtigen Ehemann der Montespan zu täuschen. Die beiden Frauen mussten von 1668 bis 1674 noch sechs Jahre lang „Seite an Seite“ leben und am selben Tisch speisen. Diese für beide Frauen missliche Situation sorgte für etliche Spannungen, und die Montespan beklagte sich darüber beim König und machte ihm Szenen; andererseits vermutete beispielsweise Madame de Caylus, die Montespan und der König hätten Freude daran gehabt, die La Vallière zu demütigen. Liselotte von der Pfalz beobachtete, wie er das Gemach der La Vallière nur benutzte, um ungesehen zur Montespan zu gelangen, und dabei habe er seiner ehemaligen Geliebten mit einer ironischen Bemerkung ein Schoßhündchen zugeworfen.
Zu einer Zeit, als sich die meisten adeligen Ehemänner über das Interesse des Königs an ihrer eigenen Gattin geschmeichelt gefühlt und versucht hätten, daraus einen Vorteil zu ziehen, erstaunte der Marquis de Montespan den Hof, indem er sich offen über die Untreue seiner Ehefrau empörte. Er löste einen Skandal aus, als er Madame de Montausier der eigennützigen Kuppelei bezichtigte. Er trug sogar Trauerkleidung für seine Frau und ließ ein Paar Hörner an seiner Kutsche anbringen – als Zeichen des betrogenen Gatten. Montespan wurde verhaftet, aber nach einigen Tagen wieder freigelassen. Laut Madame Caylus sah man ihn bei Hofe als „einen ungehobelten Menschen und für einen Narren“ an, und die Montespan selber beklagte sich: „Er ist hier und erzählt Geschichten am Hofe. Ich schäme mich so, dass mein Papagei und er der Kanaille zum Amüsement dienen.“
Das erste der sieben Kinder, das Athénaïs de Montespan dem König gebar, kam im März 1669 auf die Welt und wurde Madame Scarron anvertraut, der späteren Madame de Maintenon; es starb schon nach drei Jahren, doch brachte die Montespan ab 1670 fast jedes Jahr einen königlichen Bastard zur Welt. 1673 legitimierte der König seine ersten drei von der Montespan geborenen überlebenden Kinder, jedoch ohne Nennung des Namens der Mutter, weil man befürchtete, dass Monsieur de Montespan sie für sich beanspruchen könnte. Der Älteste, Louis Auguste (1670–1736), wurde Duc du Maine, der zweite, Louis César (1672–1683), Comte de Vexin und die dritte, Louise Françoise (1673–1743), Demoiselle de Nantes (später Herzogin von Bourbon). Inzwischen war der Marquis nach Spanien verbannt worden, und 1674 wurde eine offizielle Trennung durch den Generalprokurator Achille de Harlay ausgesprochen, assistiert von sechs Richtern am Châtelet.
Auch nachdem Louise de La Vallière den Hof 1674 verlassen hatte, um in ein Kloster einzutreten, und trotz ihrer mittlerweile erreichten Stellung als maîtresse en titre musste die Montespan den König als inoffiziellen Gatten nicht nur mit der Königin teilen, sondern mit verschiedenen Hofdamen. Einige waren gefährliche Rivalinnen, wie die Fürstin de Soubise oder „die schöne de Ludres“. Ausgerechnet ihre Vertraute und Gouvernante ihrer Kinder, Madame Scarron stieg so sehr in der königlichen Gunst, dass sie von ihm 1674 zur Marquise de Maintenon erhoben wurde. Zwischen den beiden Frauen entwickelten sich Eifersucht, Feindschaft und neue Anlässe für Streitereien der Montespan mit dem König.
Die libertäre Lebensweise des Königs und Montespans ständig gefährdete Position als Maîtresse en titre führten angeblich dazu, dass sie Hilfe in Liebestränken und sehr wahrscheinlich auch in der Magie suchte. So soll sie, wie viele andere Höflinge, zu einer heimlichen Stammkundin der berüchtigten Hebamme, Giftmischerin und 'Hexe' Catherine Monvoisin geworden sein.
1675 kam es zu einem peinlichen Vorfall, als ein Priester ausgerechnet am Gründonnerstag der Montespan wegen ihres doppelten Ehebruchs mit dem König die Absolution verweigerte; sie beschwerte sich darüber beim König, fand jedoch einen mächtigen Gegner in Bossuet, dem damaligen Bischof von Meaux, der den Priester in Schutz nahm. Dies war ein solcher Skandal und auch für den König so beschämend, dass sie für eine gewisse Zeit den Hof verlassen musste. Nach ihrer Rückkehr flammte die Liebe zwischen dem König und ihr jedoch wieder auf, und sie bekam zwei weitere Kinder von ihm: Françoise Marie (1677–1749) und Louis Alexandre, den späteren Comte de Toulouse (1678–1737).
Trotz all ihrer schönen Rivalinnen und obwohl sie durch die vielen Schwangerschaften an Gewicht zunahm, triumphierte die Montespan immer wieder über das Herz des Königs und zeigte dies demonstrativ. Dies wurde bildhaft von Madame de Sévigné beschrieben:

„Ah, meine Tochter, welch ein Triumph in Versailles, welch verdoppelter Stolz! welch fest gegründete Herrschaft! […] Welche Steigerung sogar durch die zeitweilige Untreue und Abwesenheit, welch abermalige Besitzergreifung. Ich war während einer Stunde in ihrem Zimmer. Sie befand sich im Bett, geschmückt und frisiert ruhte sie vor der Mitternachtsmahlzeit. Ich richtete ihr Komplimente aus. Sie antwortete mit Liebenswürdigkeiten und Lobsprüchen. Ihre Schwester, die oben stand, sich ganz im Glanze einer Nikäa sonnend machte die arme Io [Madame de Ludre] herunter und lachte darüber, dass diese die Kühnheit besessen habe, sich über sie zu beklagen …“

Der König ließ für die Montespan mehrere Schlösser erbauen: das sogenannte Trianon de Porcelain bei Versailles – so benannt wegen seines Dekors aus Fayence-Kacheln – und das Schloss Clagny, ebenfalls in direkter Nachbarschaft von Versailles. Über die Montespan und die Bauarbeiten in Clagny schrieb Madame de Sévigné am 3. Juli 1675: „Sie können sich nicht vorstellen, was für ein Triumph das ist, sie, inmitten ihrer Arbeiter, die zwölfhundert an der Zahl sind. Der Palast des Apollidor und die Gärten der Armida geben nur eine schwache Vorstellung davon. Die Frau ihres erklärten Freundes [die Königin] macht ihr Besuche und die ganze Familie, einer nach dem anderen. Sie hat unbedingten Vorrang vor allen Herzoginnen.“ Beide Schlösser wurden im 17. und 18. Jahrhundert abgerissen.
Auf dem Höhepunkt ihrer Macht wurden für die Montespan sogar die Regeln der Etikette geändert; laut Primi Visconti „erhoben sich bei ihrer Annäherung alle Prinzessinnen und Herzoginnen sogar in Anwesenheit der Königin, und setzten sich erst wieder“, wenn sie ihnen ein Zeichen gab.
Von der königlichen Gunst profitierte auch Athénaïs de Montespans Familie. So ernannte Ludwig XIV. ihren Vater 1669 zum Gouverneur von Paris und der Île-de-France; ihr Bruder Louis-Victor de Rochechouart, duc de Mortemart, duc de Vivonne und Marschall von Frankreich, wurde 1674 zum Gouverneur der Champagne und des Brie ernannt, später auch kurzfristig zum Vizekönig von Sizilien; eine ihrer jüngeren Schwestern, Gabrielle, die erst fünf Jahre zuvor ihr Gelübde abgelegt hatte, wurde Äbtissin in der wohlhabenden Abtei Fontevrault. Gabrielle war eine der gebildetsten Frauen ihrer Zeit, stand selbst in Briefkontakt mit Ludwig XIV. und übersetzte die drei ersten Bände der Ilias von Homer und zusammen mit Racine Das Gastmahl von Platon ins Französische.

### Fall, Ungnade und Lebensende
1679 geriet die Position der Montespan in eine ernsthafte Krise. Ludwigs Beziehung zu der erst 17-jährigen bildschönen Marie Angélique de Scoraille de Roussille ab 1678 und die offizielle Erhebung der Montespan in die Stellung einer Oberintendantin des Haushalts der Königin im April desselben Jahres waren dafür deutliche Anzeichen.
Schon zuvor brach die sogenannte Giftaffäre aus, eine der größten Skandale der Geschichte, und Madame de Montespans Verbindung mit der Voisin und deren zwielichtigen Geschäften kam unter anderem durch Aussagen der Tochter der Voisin ans Licht. Der Polizeipräfekt La Reynie stellte erste Besuche der Montespan bei der Voisin für das Jahr 1665 fest. Auch tauchte der Name ihrer Kammerfrau, Claude des Œillets, oft in den Aussageprotokollen vor der Chambre ardente auf. Des Œillets hatte oft als Vermittlerin und Botin zwischen Montespan, Voisin und deren Komplizen gedient. In einem Verhör vom 20. August 1680 wurde Madame de Montespan schwer belastet, als die Tochter der Voisin behauptete, die königliche Mätresse habe über ihrem nackten Leib schwarze Messen durch den Priester Etienne Guibourg lesen lassen und weitere schwarze Messen für sich in Auftrag gegeben, bei denen sie zwar nicht anwesend war, doch sowohl ihr Name als auch der Name 'Louis de Bourbon', d. h. der Name des Königs, fielen. Sie habe der Montespan außerdem „... mehrere Male im Auftrage ihrer Mutter Pulver gebracht, die [während einer schwarzen Messe] über den Kelch gehalten worden waren, und andere Pulver...“, die möglicherweise aus Maulwürfen hergestellt worden seien. Auch der Abbé Guibourg berichtete von schwarzen Messen, die er über dem Leib einer Frau gelesen habe, die man ihm als Madame de Montespan vorgestellt habe – dabei seien auch neugeborene Kinder geopfert worden. Die Anschuldigungen wurden noch prekärer, als herauskam, dass die Voisin und ihre Komplizen angeblich den Plan verfolgten, den König zu vergiften, und dass man zu diesem Zwecke die ahnungslose Madame de Montespan benutzen und ihr statt Liebespulver Gift aushändigen wollte, damit sie es ihm einflöße, „...ohne daß diese wußte, was sie tat“.
Seit Ende des Jahres 1680 halfen der Marquis de Louvois, Jean-Baptiste Colbert und Madame de Maintenon, die Affäre zu vertuschen und einen weiteren Skandal über die Mutter der legitimierten Kinder des Königs zu vermeiden. Der König ließ im Mai 1681 in einer heimlichen Aktion Befragungsprotokolle der Chambre ardente, in denen der Name der Montespan genannt wurde, verbrennen. Daher gingen die meisten Unterlagen verloren, und die ganze Affäre und die Rolle der Montespan bleiben ein Geheimnis.
Zu allem Überfluss starb Mademoiselle de Fontanges 1681 einige Monate nach der Totgeburt eines vom König empfangenen Kindes, und es kam der Verdacht einer Vergiftung auf – verschiedene Personen (darunter Fontangesund Liselotte von der Pfalz) hielten Madame de Montespan für die Schuldige. Dazu kommt, dass mehrere Komplizen der Voisin, ihre Tochter, der Kammerdiener Romani, dessen Gevatter Bertrand und die Giftmischerin Filastre, aussagten, dass eine Vergiftung der Fontanges durch Stoffe und Handschuhe geplant gewesen sei und dass Romani versucht habe, als Stoffhändler getarnt in das Haus der Fontanges zu gelangen. Die Umstände wurden jedoch nie geklärt, und man geht heute davon aus, dass die Fontanges eines natürlichen Todes starb.
So fiel die Montespan beim König in Ungnade. Ein untrügliches Zeichen dafür war die Tatsache, dass sie in Versailles aus ihrem riesigen Luxus-Appartement (ca. 20 Räume), das in privilegierter Lage in der Nähe der Gemächer des Königs im ersten Stock des Corps de Logis lag, ins Erdgeschoss ins ehemalige „Badegemach“ umziehen musste. Sie blieb jedoch weiter am Hof, bis sie sich 1691 mit einer Pension von einer halben Million Francs nach Paris in den von ihr 1681 gestifteten St.-Josefs-Konvent im Faubourg Saint-Germain zurückzog. Ihr Appartement in Versailles übernahm der Duc du Maine, der älteste überlebende Sohn, den sie mit dem König hatte, und ein Liebling der Madame de Maintenon; er soll seine Mutter auf Wunsch des Königs überredet haben, abzureisen, und laut Liselotte von der Pfalz ließ er die Möbel der Montespan am Morgen nach deren Abreise aus dem Fenster werfen, „damit sie nicht mehr … zurückkehren konnte“.
Die legitimierten Kinder der Montespan und Ludwigs XIV. wurden von diesem mit Angehörigen des höchsten Adels verheiratet – was meistens gegen deren Willen geschah, trotz der hohen Mitgiften, die er seinen Töchtern gab. 1685 heiratete Mademoiselle de Nantes den Herzog Louis III. de Bourbon-Condé. 1692 gab der König dem Duc du Maine eine Enkelin des Grand Condé zur Gemahlin, Louise Bénédicte de Bourbon-Condé, und Mademoiselle de Blois wurde die Gemahlin des Duc de Chartres (des späteren Regenten), eines Neffen des Königs und Sohnes der Liselotte von der Pfalz; diese ohrfeigte ihren Sohn vor dem ganzen Hofe, weil er in diese aus ihrer Sicht unstandesgemäße Heirat mit einem königlichen Bastard einwilligte. Für Madame de Montespan waren die brillanten Partien ihrer Kinder trotzdem eine Ehre und Grund für Stolz, doch wurde sie zu den Hochzeiten im Jahr 1692 nicht eingeladen.
Neben den Ausgaben für ihre Häuser und deren Einrichtung gab Madame de Montespan gewaltige Summen für Hospitale und wohltätige Einrichtungen aus. Sie war auch eine großzügige Kunstmäzenin und war mit den Dichtern Pierre Corneille, Jean Racine und Jean de La Fontaine befreundet; während ihrer Glanzzeit bei Hofe gehörte Élisabeth Jacquet de la Guerre zu ihren Schützlingen.
Die letzten Lebensjahre verbrachte die Montespan in Buße, teils im Sankt-Josephs-Konvent in Paris, teilweise bei ihrer Schwester, der Äbtissin von Fontevrault. Auf Anraten ihres Beichtvaters bat sie ihren Gatten, den Marquis de Montespan, um Vergebung, die dieser jedoch verweigerte; kurz darauf starb er (1701). 1707 bekannte sie öffentlich ihre Sünden und bat um Vergebung; im Mai desselben Jahres fuhr sie zur Kur nach Bourbon, wo sie erkrankte und starb.
Nach ihrem Tod verbot der König ihren Kindern, Trauerkleidung zu tragen. Ehrliche Trauer um sie wurde von der Herzogin von Bourbon und ihren jüngeren Kindern empfunden: Louis Alexandre, Comte de Toulouse, und Françoise Marie, Mademoiselle de Blois.

## Kinder

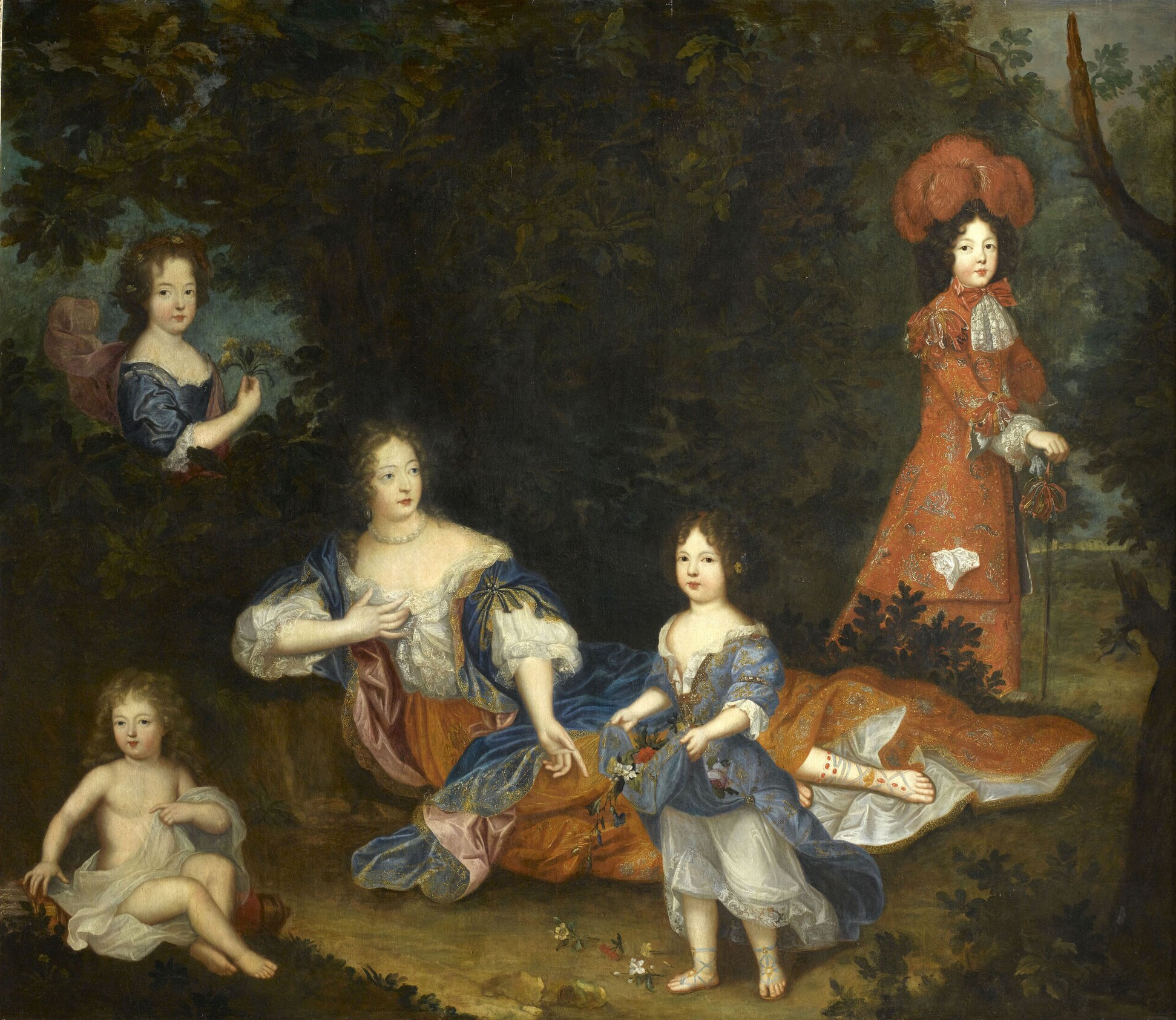
Die Montespan und vier ihrer unehelichen Kinder

Athénaïs de Montespan hatte zwei Kinder aus ihrer Ehe mit Louis Henri de Pardaillan de Gondrin, Marquis de Montespan († 1691):
1. Marie Christine de Gondrin de Montespan (1663–1675)
2. Louis Antoine de Pardaillan de Gondrin (1665–1736), später Duc d'Antin.

Mit Ludwig XIV. hatte sie sieben Kinder, von denen sechs legitimiert wurden:
1. erstes Kind, geheim gehalten und früh verstorben (1669–1672); es ist nicht genau bekannt, ob es sich um eine Tochter (Louise Françoise ?), oder um einen Sohn handelte (laut Biographie von J.-Ch. Petitfils)
2. Louis Auguste de Bourbon, duc du Maine (1670–1736), heiratete 1692 Louise Bénédicte de Bourbon-Condé
3. Louis César de Bourbon, comte de Vexin (1672–10. Januar 1683)
4. Louise Françoise de Bourbon, Mademoiselle de Nantes, (1673–1743); heiratete 1685 in Versailles Louis de Bourbon, prince de Condé
5. Louise Marie Anne de Bourbon, Mademoiselle de Tours (12. November 1674 bis 15. September 1681)
6. Françoise Marie de Bourbon, Mademoiselle de Blois (1677–1749); heiratete 1692 in Versailles Philippe d’Orléans, duc d’Orléans
7. Louis Alexandre de Bourbon, comte de Toulouse (1678–1737)

## Literarische und filmische Adaptationen

### Filme und Serien
- 1920/22: Louise de Lavallière – Am Liebeshof des Sonnenkönigs, mit Gertrude Hoffman als Madame de Montespan
- 1935: Liselotte von der Pfalz, mit Hilde Hildebrand
- 1954: Die Burg der Verräter (Star of India), mit Yvonne Sanson
- 1954: Versailles – Könige und Frauen (Si Versailles m'était conté), mit Claudette Colbert
- 1955: Frauen, die dem Satan dienen (L'affaire des poisons), mit Danielle Darrieux
- 1961: Galante Liebesgeschichten (Amours célèbres), mit Liliane Brousse
- 1966: Angélique und der König (Angélique et le roy), mit Estella Blain
- 1966: Liselotte von der Pfalz, mit Daniela Smutná
- 1974: Gift-Affäre, mit Ursula Lingen
- 1984: Der Tiefflieger (Le fou du roi), mit Diane Bellego
- 1995: L’Allée du roi, (Fernsehfilm nach der Biographie von Françoise Chandernagor über Madame de Maintenon) mit Valentine Varela als Madame de Montespan
- 2000: Der König tanzt (Le Roi danse), mit Ingrid Rouif
- 2000: Vatel, mit Marine Delterme
- 2005: Le Roi Soleil, mit Lysa Ansaldi (Musical)
- 2008: Versailles – Der Traum eines Königs (Versailles, le rêve d'un roi), mit Caroline Bourg
- 2014: Die Gärtnerin von Versailles (A Little Chaos), mit Jennifer Ehle
- 2015–2018: Versailles, mit Anna Brewster (Fernsehserie)

## Belege
1. ↑  Maurice Rat, La Royale Montespan, Paris: Plon, 1959.
2. ↑  Jean-Christian Petitfils, Madame de Montespan, Paris: Fayard, 1988.
3. ↑  Ernest Lavisse: Louis XIV. Laffont, Bouquins 1989, S. 705.
4. ↑  Primi Visconti: Mémoires sur la cour de Louis XIV, introduction et notes de Jean-François Solnon. Perrin, 1988, S. 7 und 16.
5. ↑  Jean-Christian Petitfils: Louis XIV, Perrin-LGLDM 1995 & 1997, S. 301.
6. ↑  Gilette Ziegler: Der Hof Ludwigs XIV. in Augenzeugenberichten. Rauch, Düsseldorf 1964, S. 118.
7. ↑  Gilette Ziegler: Der Hof Ludwigs XIV. in Augenzeugenberichten. Rauch, Düsseldorf 1964, S. 122.
8. ↑  Gilette Ziegler: Der Hof Ludwigs XIV. in Augenzeugenberichten. Rauch, Düsseldorf 1964, S. 122.
9. ↑  Gilette Ziegler: Der Hof Ludwigs XIV. in Augenzeugenberichten. Rauch, Düsseldorf 1964, S. 204.
10. ↑  Gilette Ziegler: Der Hof Ludwigs XIV. in Augenzeugenberichten. Rauch, Düsseldorf 1964, S. 203.
11. ↑  Gilette Ziegler: Der Hof Ludwigs XIV. in Augenzeugenberichten. Rauch, Düsseldorf 1964, S. 127 (Brief vom 28. Juni 1675), S. 131 (Briefe vom 2. September und 30. September 1676).
12. ↑  Der Marquis de Feuquières in einem Brief an seinen Vater, in: Gilette Ziegler: Der Hof Ludwigs XIV. in Augenzeugenberichten. Rauch, Düsseldorf 1964, S. 151.
13. ↑  Gilette Ziegler: Der Hof Ludwigs XIV. in Augenzeugenberichten. Rauch, Düsseldorf 1964, S. 54–55.
14. ↑  Stichtag, Sendung des WDR, abgerufen am 27. Juli 2025.
15. ↑  Gilette Ziegler: Der Hof Ludwigs XIV. in Augenzeugenberichten. Rauch, Düsseldorf 1964, S. 53
16. ↑  Gilette Ziegler: Der Hof Ludwigs XIV. in Augenzeugenberichten. Rauch, Düsseldorf 1964, S. 57
17. ↑  Gilette Ziegler: Der Hof Ludwigs XIV. in Augenzeugenberichten. Rauch, Düsseldorf 1964, S. 56
18. ↑  Gilette Ziegler: Der Hof Ludwigs XIV. in Augenzeugenberichten. Rauch, Düsseldorf 1964, S. 59
19. ↑  Gilette Ziegler: Der Hof Ludwigs XIV. in Augenzeugenberichten. Rauch, Düsseldorf 1964, S. 59
20. ↑  Gilette Ziegler: Der Hof Ludwigs XIV. in Augenzeugenberichten. Rauch, Düsseldorf 1964, S. 59–60.
21. ↑  Gilette Ziegler: Der Hof Ludwigs XIV. in Augenzeugenberichten. Rauch, Düsseldorf 1964, S. 93.
22. ↑  Gilette Ziegler: Der Hof Ludwigs XIV. in Augenzeugenberichten. Rauch, Düsseldorf 1964, S. 60–61
23. ↑  Gilette Ziegler: Der Hof Ludwigs XIV. in Augenzeugenberichten. Rauch, Düsseldorf 1964, S. 61.
24. ↑  Sie nahm offiziell am 4. Juni 1675 den Schleier. Gilette Ziegler: Der Hof Ludwigs XIV. in Augenzeugenberichten. Rauch, Düsseldorf 1964, S. 126
25. ↑  Gilette Ziegler: Der Hof Ludwigs XIV. in Augenzeugenberichten. Rauch, Düsseldorf 1964, S. 130–135
26. ↑  Gilette Ziegler: Der Hof Ludwigs XIV. in Augenzeugenberichten. Rauch, Düsseldorf 1964, S. 129–130 und S. 177.
27. ↑  Gilette Ziegler: Der Hof Ludwigs XIV. in Augenzeugenberichten. Rauch, Düsseldorf 1964, S. 180–187.
28. ↑  Gilette Ziegler: Der Hof Ludwigs XIV. in Augenzeugenberichten. Rauch, Düsseldorf 1964, S. 122–125.
29. ↑  Gilette Ziegler: Der Hof Ludwigs XIV. in Augenzeugenberichten. Rauch, Düsseldorf 1964, S. 125.
30. ↑  z. B. nach dem Zeugnis von Primi Visconti. Gilette Ziegler: Der Hof Ludwigs XIV. in Augenzeugenberichten. Rauch, Düsseldorf 1964, S. 160
31. ↑  Gilette Ziegler: Der Hof Ludwigs XIV. in Augenzeugenberichten. Rauch, Düsseldorf 1964, S. 135
32. ↑  Gilette Ziegler: Der Hof Ludwigs XIV. in Augenzeugenberichten. Rauch, Düsseldorf 1964, S. 127
33. ↑  Gilette Ziegler: Der Hof Ludwigs XIV. in Augenzeugenberichten. Rauch, Düsseldorf 1964, S. 134. Die zitierte Textstelle bezieht sich (auch) auf Madame de Ludre, aber mit dem Zusatz „genau wie das mit Madame de Montespan gehalten wurde“.
34. ↑  Gilette Ziegler: Der Hof Ludwigs XIV. in Augenzeugenberichten. Rauch, Düsseldorf 1964, S. 159–162.
35. ↑  Gilette Ziegler: Der Hof Ludwigs XIV. in Augenzeugenberichten. Rauch, Düsseldorf 1964, S. 181–182.
36. ↑  Gilette Ziegler: Der Hof Ludwigs XIV. in Augenzeugenberichten. Rauch, Düsseldorf 1964, S. 182.
37. ↑  Äußerung des Historikers und Autors Jean-Christian Petitfils (u. a. Biografien über Ludwig XIV. und über Madame de Montespan) in der Fernsehsendung L'ombre d'un doute – Guerre des dames à la cour du roi-soleil (Schatten eines Zweifels – Damenkrieg am Hofe des Sonnenkönigs) auf France 2 (ursprünglich ausgestrahlt: 2015), auf Youtube"L'ombre d'un doute – Guerre des dames à la cour du roi-soleil", bei ca. 1:26,26 bis 1:27,47. Gesehen am 15. April 2018. Petitfils hält es allerdings für zweifelhaft, ob die Montespan an schwarzen Messen teilnahm, oder ob dabei tatsächlich das Blut von Neugeborenen floss.
38. ↑  Gilette Ziegler: Der Hof Ludwigs XIV. in Augenzeugenberichten. Rauch, Düsseldorf 1964, S. 186–187
39. ↑  Äußerung der Historikerin Agnès Walch in der Fernsehdokumentation L'ombre d'un doute – Guerre des dames à la cour du roi-soleil („Schatten eines Zweifels – Damenkrieg am Hofe des Sonnenkönigs“) auf France 2 (ursprünglich ausgestrahlt: 2015), L'ombre d'un doute – Guerre des dames à la cour du roi-soleil auf Youtube.
40. ↑  Gilette Ziegler: Der Hof Ludwigs XIV. in Augenzeugenberichten. Rauch, Düsseldorf 1964, S. 180, 183, 187.
41. ↑  Gilette Ziegler: Der Hof Ludwigs XIV. in Augenzeugenberichten. Rauch, Düsseldorf 1964, S. 187.
42. ↑  Gilette Ziegler: Der Hof Ludwigs XIV. in Augenzeugenberichten. Rauch, Düsseldorf 1964, S. 187–190 (Behauptung der Schuld der Montespan von Lieselotte von der Pfalz: S. 189).
43. ↑  Äußerung von Hélène Delalex (attachée de conservation im Schloss Versailles) in der Fernsehdokumentation L’ombre d’un doute – Guerre des dames à la cour du roi-soleil (Schatten eines Zweifels – Damenkrieg am Hofe des Sonnenkönigs) auf France 2 (ursprünglich ausgestrahlt: 2015), auf Youtube"L'ombre d'un doute – Guerre des dames à la cour du roi-soleil, bei ca. 1:31,10 bis 1:32. Gesehen am 15. April 2018.
44. ↑  Helga Thoma: „Madame, meine teure Geliebte“. Die Mätressen der französischen Könige. Ueberreuter, Wien 1996, S. 107 und S. 108.
45. ↑  Gilette Ziegler: Der Hof Ludwigs XIV. in Augenzeugenberichten. Rauch, Düsseldorf 1964, S. 260.
46. ↑  Helga Thoma: „Madame, meine teure Geliebte“. Die Mätressen der französischen Könige. Ueberreuter, Wien 1996, S. 106
47. ↑  Helga Thoma: „Madame, meine teure Geliebte“. Die Mätressen der französischen Könige. Ueberreuter, Wien 1996, S. 108
48. ↑  Helga Thoma: „Madame, meine teure Geliebte“. Die Mätressen der französischen Könige. Ueberreuter, Wien 1996, S. 108.
49. ↑  Helga Thoma: „Madame, meine teure Geliebte“. Die Mätressen der französischen Könige. Ueberreuter, Wien 1996, S. 108.

| Personendaten    | Personendaten |
| ---------------- | --- |
| NAME             | Montespan, Madame de |
| ALTERNATIVNAMEN  | Montespan, Françoise-Athénaïs de Rochechouart de Mortemart, marquise de; Montespan, Françoise de Rochechouart, marquise de |
| KURZBESCHREIBUNG | Mätresse Ludwigs XIV |
| GEBURTSDATUM     | 5. Oktober 1640 |
| GEBURTSORT       | Lussac |
| STERBEDATUM      | 27. Mai 1707 |
| STERBEORT        | Bourbon-l'Archambault |